# Phyllogomphoides annectens
Phyllogomphoides annectens – gatunek ważki z rodziny gadziogłówkowatych (Gomphidae). Występuje na terenie Ameryki Południowej.